# Helpter Berge
Les Helpter Berge, situés à Helpt (commune de Woldegk) dans l'arrondissement du Plateau des lacs mecklembourgeois, constituent, avec 179 m d'altitude, la plus haute élévation naturelle du Mecklembourg-Poméranie-Occidentale (Allemagne).

## Toponymie
Les Helpter Berge ont été nommées d'après le village de Helpt sur leur versant nord.

## Géographie

### Situation
Les Helpter Berge sont une crête boisée située à l'est du plateau des lacs mecklembourgeois dans la plaine d'Allemagne du Nord. La colline se trouve à environ 25 km de Neubrandenbourg, 9 km à l'ouest-sud-ouest de Strasburg, 3 km au nord-nord-est de Woldegk et 2 km au nord-ouest de Mildenitz.
La crête fait partie d'une chaîne de collines relativement courte orientée du sud-ouest au nord-est. Au sud-ouest se trouve le lac Großer Totensee, presque entièrement ensablé, et, au-delà de Woldegk, le lac Woldegker Stadtsee.

### Géologie
Ces collines sont une moraine terminale formée pendant le stade poméranien de la glaciation vistulienne.

### Faune et flore
Le moro-sphinx, gros papillon diurne, fréquente les Hepter Berge. Parmi les végétaux, figurent l'érable sycomore et l'érable plane, le hêtre et le bouleau.

## Activités

### Émetteurs de radiodiffusion

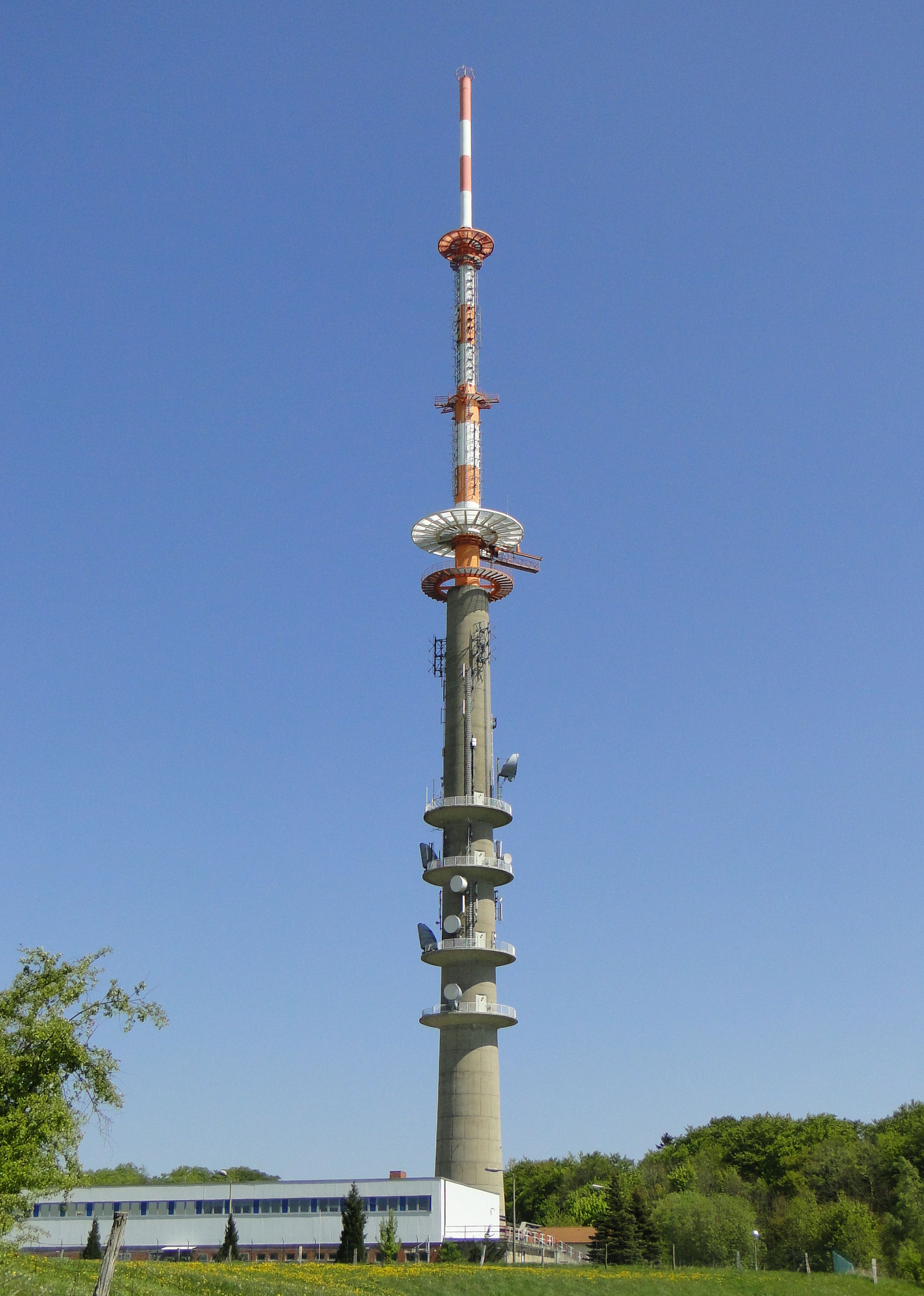
Pylône de l'émetteur de radiodiffusion Helpterberg.

À environ 580 m au sud-ouest du point culminant des monts Helpter, la tour de télécommunications Helpterberg, d'une hauteur de 203 m, se dresse à environ 151 m depuis 1981 et permet d'émettre des programmes de radio et de télévision.
Une première tour de transmission, en treillis métallique, a été mise en service en 1955,,.

### Croix sommitale
La croix sommitale des Helpter Berge contient un « Gipfelbuch » (littéralement « livre de sommet ») sur lequel il est possible de laisser un message. Les anciens carnets peuvent être consultés à la mairie de Woldegk. Un « livre de sommet » en ligne existe également : les randonneurs peuvent y faire publier leur photo accompagnée d'un court message.

### Randonnée
Un chemin forestier permet d'accéder à la croix sommitale.

### Protection environnementale
La partie nord-est des Helpter Berge appartient au site Natura 2000 « Wald- und Kleingewässerlandschaft Helpter Berge » (littéralement « forêt et petits plans d'eau des Helpter Berge ») dont l'identifiant est DE 2547-374,.
Les Helpter Berge appartiennent également au Geopark Mecklenburgische Eiszeitlandschaft.

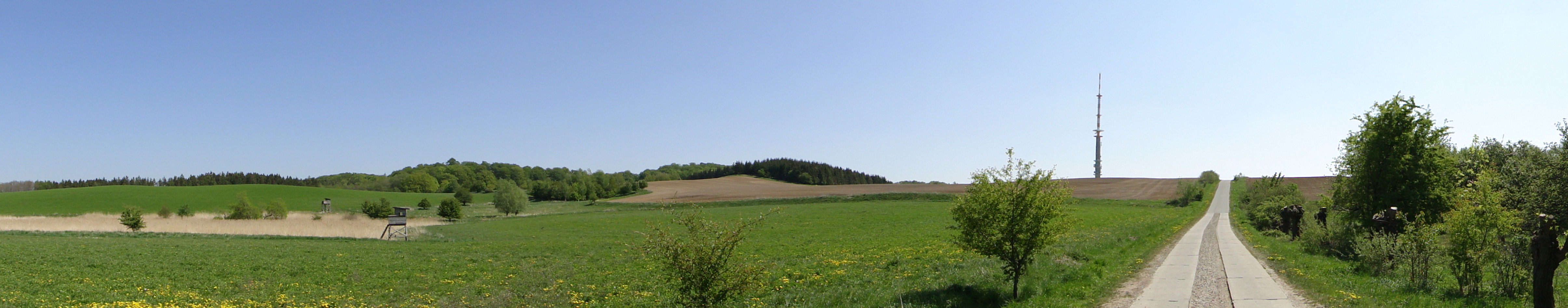
Vue du nord-nord-ouest depuis la commune de Helpt (sur la route départementale MST 53) vers les Helpter Berge avec la tour de télécommunications Helpterberg.